# Hydnochaete saepiaria
Hydnochaete saepiaria är en svampart som först beskrevs av Lloyd, och fick sitt nu gällande namn av Leif Ryvarden 1982. Hydnochaete saepiaria ingår i släktet Hydnochaete och familjen Hymenochaetaceae.   Inga underarter finns listade i Catalogue of Life.